# Jordânia nos Jogos Olímpicos de Verão de 2020
A Jordânia deverá competir nos Jogos Olímpicos de Verão de 2020 em Tóquio. Originalmente programados para ocorrerem de 24 de julho a 9 de agosto de 2020, os Jogos foram adiados para 23 de julho a 8 de agosto de 2021, por causa da pandemia COVID-19. Será a 11ª participação da nação nos Jogos Olímpicos de Verão desde sua estreia em 1980. 

## Competidores
Abaixo está a lista do número de competidores nos Jogos.

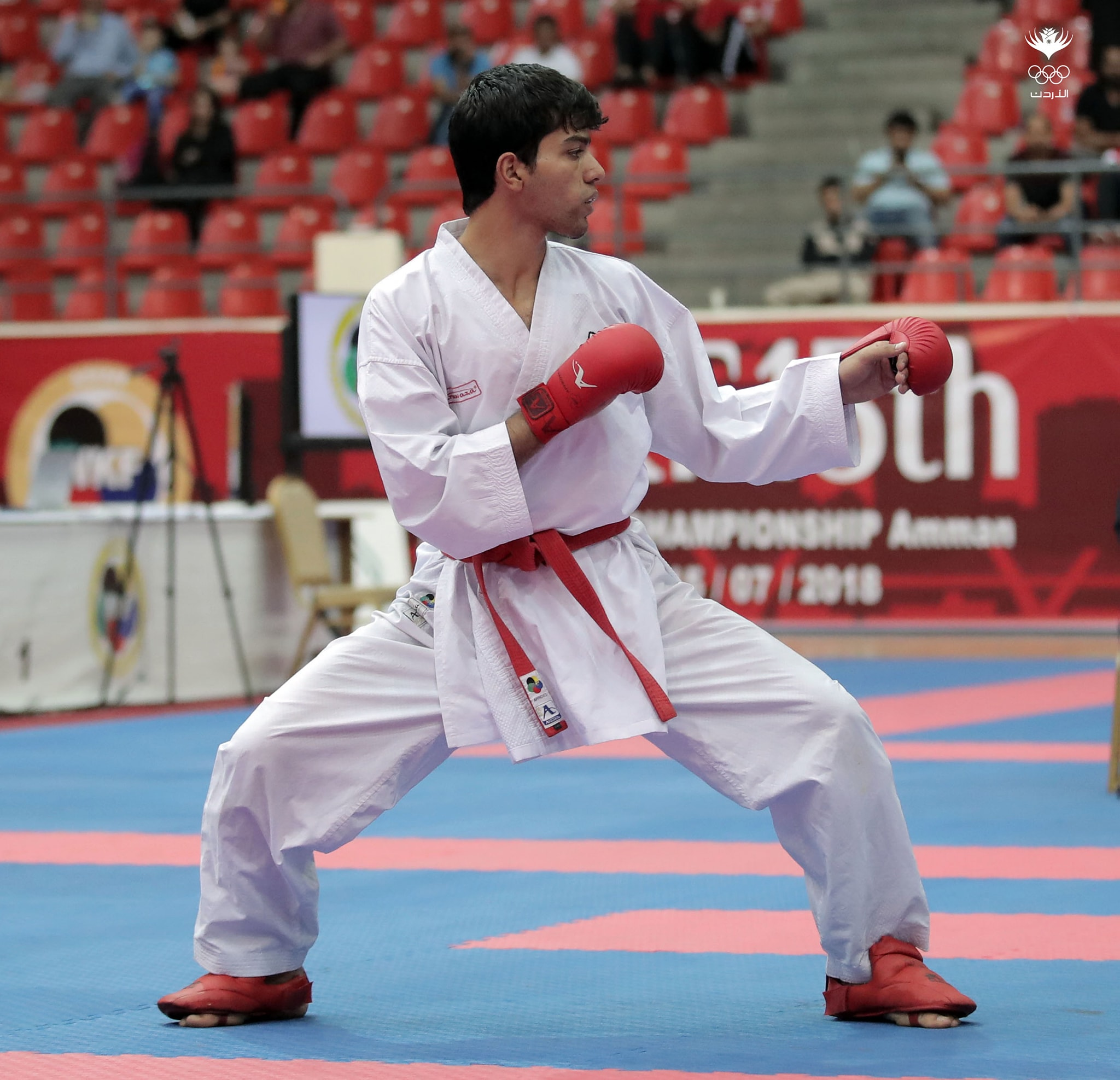
Abdelrahman Al-Masatfa

| Esporte   | Masculino | Feminino | Total |
| --------- | --------- | -------- | ----- |
| Atletismo | 0         | 1        | 1     |
| Boxe      | 5         | 0        | 5     |
| Caratê    | 1         | 0        | 1     |
| Hipismo   | 1         | 0        | 1     |
| Judô      | 1         | 0        | 1     |
| Natação   | 1         | 1        | 2     |
| Taekwondo | 1         | 1        | 2     |
| Tiro      | 0         | 1        | 1     |
| Total     | 10        | 4        | 14    |

## Atletismo
A Jordânia recebeu vaga de universalidade da IAAF para enviar uma atleta feminina às Olimpíadas.
- Nota– As posições para os eventos de pista são em relação à bateria do atleta
- Q = Qualificado para a próxima fase
- q = Qualificado para a próxima fase como o perdedor mais rápido ou, em eventos de campo, pela posição sem atingir o alvo para qualificação
- NR = Recorde nacional
- N/A = Fase não aplicável para o evento
- Bye = Atleta não precisou disputar aquela fase

Eventos de pista e estrada
| Atleta        | Evento         | Eliminatória | Eliminatória | Semifinal | Semifinal | Final     | Final   |
| Atleta        | Evento         | Resultado    | Posição      | Resultado | Posição   | Resultado | Posição |
| ------------- | -------------- | ------------ | ------------ | --------- | --------- | --------- | ------- |
| Aliya Boshnak | 400 m feminino |              |              |           |           |           |         |

## Boxe
A Jordânia inscreveu cinco boxeadores masculinos para o torneio olímpico. Os atletas olímpicos da Rio 2016 Obada Al-Kasbeh (peso leve), Hussein Ishaish (peso pesado) e seu irmão Zeyad (peso meio-médio), junto com dois estrantes (Al-Wadi e Al-Hindawi), garantiram as vagas na equipe jordaniana após avançarem às semifinais de suas respectivas categorias de peso do Torneio de Qualificação Olímpica da Ásia e Oceania de 2020 em Amã.
Masculino
| Atleta           | Evento | Fase de 32           | Oitavas-de-final     | Quartas-de-final     | Semifinais           | Final                | Final   |
| Atleta           | Evento | Adversário Resultado | Adversário Resultado | Adversário Resultado | Adversário Resultado | Adversário Resultado | Posição |
| ---------------- | ------ | -------------------- | -------------------- | -------------------- | -------------------- | -------------------- | ------- |
| Mohammad Al-Wadi | -57 kg |                      |                      |                      |                      |                      |         |
| Obada Al-Kasbeh  | -63 kg |                      |                      |                      |                      |                      |         |
| Zeyad Ishaish    | -69 kg |                      |                      |                      |                      |                      |         |
| Odai Al-Hindawi  | -81 kg |                      |                      |                      |                      |                      |         |
| Hussein Ishaish  | -91 kg | —                    |                      |                      |                      |                      |         |

## Caratê
A Jordânia inscreveu um carateca para o torneio olímpico inaugural. Abdelrahman Al-Masatfa qualificou diretamente para a categoria 67 kg masculino do kumite após ficar em segundo na fase final do Torneio Mundial de Qualificação Olímpica de 2021 em Paris, França.
Kumite
| Atleta                 | Evento           | Fase de grupo        | Fase de grupo        | Fase de grupo        | Fase de grupo        | Fase de grupo | Semifinais           | Final                | Final   |
| Atleta                 | Evento           | Adversário Resultado | Adversário Resultado | Adversário Resultado | Adversário Resultado | Posição       | Adversário Resultado | Adversário Resultado | Posição |
| ---------------------- | ---------------- | -------------------- | -------------------- | -------------------- | -------------------- | ------------- | -------------------- | -------------------- | ------- |
| Abdelrahman Al-Masatfa | –67 kg masculino |                      |                      |                      |                      |               |                      |                      |         |

## Hipismo
A Jordânia inscreveu um ginete para a competição olímpica após terminar entre os dois melhores, fora das equipes, no Ranking Olímpico Individual da FEI para o Grupo F (África e Oriente Médio), marcando o retorno da nação ao esporte após uma ausência de oito anos.

### Saltos
| Atleta           | Cavalo   | Evento     | Qualificação | Qualificação | Final       | Final   | Total       | Total   |
| Atleta           | Cavalo   | Evento     | Penalidades  | Posição      | Penalidades | Posição | Penalidades | Posição |
| ---------------- | -------- | ---------- | ------------ | ------------ | ----------- | ------- | ----------- | ------- |
| Ibrahim Bisharat | Blushing | Individual |              |              |             |         |             |         |

## Judô
A Jordânia inscreveu um judoca para o torneio olímpico baseado no Ranking Olímpico Individual da International Judo Federation.
Masculino
| Atleta            | Evento | Fase de 32           | Oitavas-de-final     | Quartas-de-final     | Semifinais           | Repescagem           | Final / BM           | Final / BM |
| Atleta            | Evento | Adversário Resultado | Adversário Resultado | Adversário Resultado | Adversário Resultado | Adversário Resultado | Adversário Resultado | Posição    |
| ----------------- | ------ | -------------------- | -------------------- | -------------------- | -------------------- | -------------------- | -------------------- | ---------- |
| Younis Eyal Slman | -73 kg |                      |                      |                      |                      |                      |                      |            |

## Natação
A Jordânia recebeu vagas de universalidade da FINA para enviar os nadadores de melhor ranking (um por gênero) em seus respectivos eventos individuais para as Olimpíadas, baseado no Sistema de Pontos da FINA de 28 de junho de 2021.
| Atleta        | Evento                | Eliminatória | Eliminatória | Semifinal | Semifinal | Final | Final   |
| Atleta        | Evento                | Tempo        | Posição      | Tempo     | Posição   | Tempo | Posição |
| ------------- | --------------------- | ------------ | ------------ | --------- | --------- | ----- | ------- |
| Amro Al-Wir   | 100 m peito masculino |              |              |           |           |       |         |
| Amro Al-Wir   | 200 m peito masculino |              |              |           |           |       |         |
| Talita Baqlah | 50 m livre feminino   |              |              |           |           |       |         |

## Taekwondo
A Jordânia inscreveu dois atletas para a competição olímpica do taekwondo. Saleh El-Sharabaty (80 kg masculino) e a campeã dos Jogos Asiáticos Julyana Al-Sadeq (67 kg feminino) garantiram as vagas na equipe após ficarem entre os dois melhores de suas respectivas categorias de peso no Torneio Asiático de Qualificação de 2021 em Amã.
| Atleta             | Evento           | Oitavas-de-final     | Quartas-de-final     | Semifinais           | Repescagem           | Final / BM           | Final / BM |
| Atleta             | Evento           | Adversário Resultado | Adversário Resultado | Adversário Resultado | Adversário Resultado | Adversário Resultado | Posição    |
| ------------------ | ---------------- | -------------------- | -------------------- | -------------------- | -------------------- | -------------------- | ---------- |
| Saleh El-Sharabaty | −80 kg masculino |                      |                      |                      |                      |                      |            |
| Julyana Al-Sadeq   | −67 kg feminino  |                      |                      |                      |                      |                      |            |

## Tiro
A Jordânia ganhou um convite da ISSF para enviar Asma Abu Rabee na pistola feminina para as Olimpíadas, contanto que tivesse atingido a marca de qualificação mínima (MQS) até 6 de junho de 2021, marcando o retorno da nação ao esporte pela primeira vez desde Sydney 2000.
Feminino
| Atleta         | Evento                      | Qualificação | Qualificação | Final  | Final   |
| Atleta         | Evento                      | Pontos       | Posição      | Pontos | Posição |
| -------------- | --------------------------- | ------------ | ------------ | ------ | ------- |
| Asma Abu Rabee | Pistola de ar 10 m feminino |              |              |        |         |